# Cabera purus
Cabera purus là một loài bướm đêm trong họ Geometridae.